# Charles Letrosne
Charles Antoine Letrosne, né le 6 avril 1868 à Paris et décédé le 8 août 1939 à Saint-Nom-la-Bretèche, est un architecte et écrivain français, architecte des bâtiments civils et palais nationaux, expert auprès de la Cour d'appel de Paris et du Tribunal civil de la Seine.

## Famille
Charles naît dans une famille aisée de Paris, au no 13 de la rue de Turin, 8e arrondissement. Il est le fils de Paul Ernest Letrosne, architecte et professeur de mathématiques à l'École nationale supérieure des arts décoratifs et de Augustine Marin. Il est aussi un des arrière-arrière-petits-fils de Noël César Boutheroüe-Desmarais, ancien maître orfèvre diplômé de la ville de Paris, et de Gabriel Boutheroüe-Desmarais (sieur des Marais), copropriétaire actionnaire du Canal de Briare (à 8 générations). L'étude de sa généalogie a pu permettre d'établir qu'Ambroise Paré, père de la chirurgie moderne, fait également partie de ses ancêtres.

## Biographie
Architecte établi à Paris et actif en France, il est diplômé en 1894 de l'École des beaux-arts de Paris. Charles Letrosne est par deux fois « logiste » au concours du grand prix de Rome. Lauréat du concours d'habitations rurales de 1917, il participe à la reconstruction de Reims, où il bâtit le temple protestant (1920-1923) ainsi que les soixante-sept logements de la cité-jardin Brimontel (1923). Diplômé en 1923, son fils Daniel Letrosne (1896-1941) devient son principal collaborateur. À l'Exposition des arts décoratifs, en 1925, ils aménagent le Grand Palais. Pour l'établissement thermal de Vichy, ils bâtissent les bains Callou (1933) et Lardy (1937). Ils réalisent le Sporting club de Monte-Carlo et le Parc zoologique de Vincennes. Architecte en chef des bâtiments civils, chargé de l'Opéra (1930-1934), Letrosne est nommé architecte en chef de l'Exposition universelle de Paris de 1937, mais il démissionne pour raisons de santé (1933-1935). En 1923, 1924 et 1926, il publie à Paris les trois tomes d'un luxueux traité généreusement illustré, qui devient la bible du régionalisme en France : Murs et toits pour les pays de chez nous introduit par une préface de l'écrivain Léandre Vaillat (1876-1952) :
« Les volumes des constructions s'habillent de motifs pittoresques empruntés aux bâtisses paysannes. Souvent élevées à partir d'un même plan, les façades se parent de divers costumes. »

## Travaux et réalisations
Liste non exhaustive
- Architecte en chef du parc zoologique de Vincennes avec son fils Daniel
- Architecte du temple protestant d'Étretat, temple protestant de Reims ainsi que du temple de la Petite Étoile de Levallois-Perret
- Architecte du Foyer civil de Reims
- Architecte de la cité Brimontel à Reims.
- Architecte en chef de l'Exposition universelle de Paris (avant sa démission pour des raisons de santé en 1937)
- Architecte du Sporting club d'hiver de Monte-Carlo avec son fils Daniel. Construit en 1932 dans un style Art déco, cet édifice dédié aux divertissements est démoli en 2015 pour laisser place à un nouvel édifice (logements de luxe, magasins, bureaux, espaces d'exposition et de conférence)[2].
- Architecte en chef de l'hôtel Pauilhac à Paris (pour le compte de Pauilhac, un collectionneur d'armes)
- Architecte du musée Jean-Calvin à Noyon
- Architecte du no 16, avenue Kléber
- Coarchitecte du siège de la banque BNP Paris, boulevard des Italiens à Paris avec Joseph Marrast
- Architecte du no 58, avenue Kléber
- Transformation du hall des Sources de Vichy, devenu Palais des Sources (1928) par ajout d'une verrière centrale et remplacement des grilles par de grandes baies vitrées.

## Distinctions
- Officier de la Légion d'honneur